# Arcius
Arcius Godinot, 1984 è un genere estinto di mammiferi plesiadapiformi. Visse tra l'Eocene inferiore e l'inizio dell'Eocene medio (circa 55 - 47 milioni di anni fa) e i suoi resti fossili sono stati ritrovati in Europa (Francia, Portogallo, Spagna).

## Descrizione
Questo animale era di piccole dimensioni e il peso doveva aggirarsi tra i 75 e i 150 grammi. Come altri plesiadapiformi, anche Arcius possedeva incisivi inferiori grandi e sporgenti, piuttosto sottili. Gli incisivi superiori erano lobati. Era presente un grande diastema (spazio tra i denti anteriori e i posteriori). I premolari inferiori posteriori erano alti e appuntiti, mentre i molari inferiori erano a corona bassa con trigonidi corti, squadrati e larghi e talonidi bassi. I molari superiori erano dotati di bacini espansi; sia i molari superiori che quelli inferiori erano allungati.

## Tassonomia
Arcius venne descritto per la prima volta nel 1984, sulla base di alcuni fossili ritrovati in Francia. La specie tipo è Arcius rougieri, ed è nota un'altra specie proveniente dal Portogallo, Arcius zbyszewskii (Estravis, 2000). Altri fossili attribuiti ad Arcius provengono dalla Spagna (Marigó et al., 2012). Un'altra specie descritta nel 2021, risalente ai primi tempi dell'Eocene medio e rinvenuta in Francia, è Arcius moniquae. Arcius è un membro dei Paromomyidae, un gruppo di plesiadapiformi dalle dentature particolarmente adatte a macinare frutti.